# Jacques Furaud
Jacques Furaud, né le 26 février 1899 et mort le 7 novembre 1957, est un homme politique français.

## Biographie
Après des études d'ingénieur en électrotechnique qu'il suit à Grenoble, Jacques Furaud travaille à partir de 1923 à l'électrification des chemins de fer, en Afrique du Nord, en Espagne et en France, avant de créer sa propre société.
Ses débuts en politique datent de 1945. Tête de la liste charentaise du MRP pour l'élection de la première constituante, en octobre 1945, il obtient 15,9 % des voix, ce qui lui permet d'être élu député.
Durant son mandat, il se fait remarquer par ses interventions dans le débat sur la nationalisation du gaz et de l'électricité.
Il est réélu député dans la seconde constituante, avec 21,6 % des voix, puis de nouveau en novembre 1946 (28,5 %).  
En novembre 1947, il est cependant exclu du MRP pour avoir adhéré à l'intergroupe RFP, après avoir voté contre le gouvernement Ramadier. Il s'inscrit alors au groupe des Indépendants d'action sociale, puis, de 1949 à 1951, préside le petit groupe des « Républicains populaires indépendants », apparentés au groupe IAS. 
En 1951, il se représente aux législatives, mais cette fois-ci à la tête de la liste gaulliste du RPF. Avec 24 % des voix, il est facilement réélu. Après la dissolution du RPF, en 1953, il rejoint l'Union républicaine d'action sociale, et défend des positions conservatrices assez traditionnelles.
De nouveau candidat en 1956, il n'obtient, avec l'étiquette des républicains sociaux, que 1,9 % des voix, et n'est pas réélu.
Il meurt quelques mois plus tard dans un accident de la route.

## Détail des fonctions et des mandats
Mandat parlementaire
- 19 juillet 1945 - 19 juillet 1955 : Député de la Charente